# Luisa Ruz
Luisa Ruz Escudero (Valparaíso, 12 de diciembre de 1940) es una entomóloga chilena. Es especialista en andrénidos, su sistemática y taxonomía, y abejas nativas de Chile.

## Biografía
En 1972 se graduó como profesora de Biología por la Pontificia Universidad Católica de Valparaíso y realizó un Master of Arts en Ciencias Biológicas, mención en Entomología (1982) y un doctorado Ciencias Biológicas, mención en Entomología (1986) de la Universidad de Kansas.
Es curadora y conservadora de la Colección de Abejas Nativas de la Pontificia Universidad Católica de Valparaíso, donde se ha realizado una digitalización de una de las colecciones más grandes de abejas de Chile, y trabaja en el Instituto de Biología, Departamento de Zoología de la  Facultad de Ciencias de la misma casa de estudios.
Es socia honoraria de la Sociedad Chilena de Entomología desde 2018.